# Granietschildmos-verbond
Het granietschildmos-verbond (Xanthoparmelion conspersae) is een verbond uit de orde van gewoon landkaartmos (Rhizocarpetalia geographici).

## Naamgeving en codering
| Parmelion conspersae Hadač in Klika & Hadač 1944 |

- Syntaxoncode voor Nederland (rVvN): r50Ba

De wetenschappelijke naam Xanthoparmelion conspersae is afgeleid van de botanische naam van granietschildmos (Xanthoparmelia conspersa); deze soort geldt als kensoort voor het verbond.

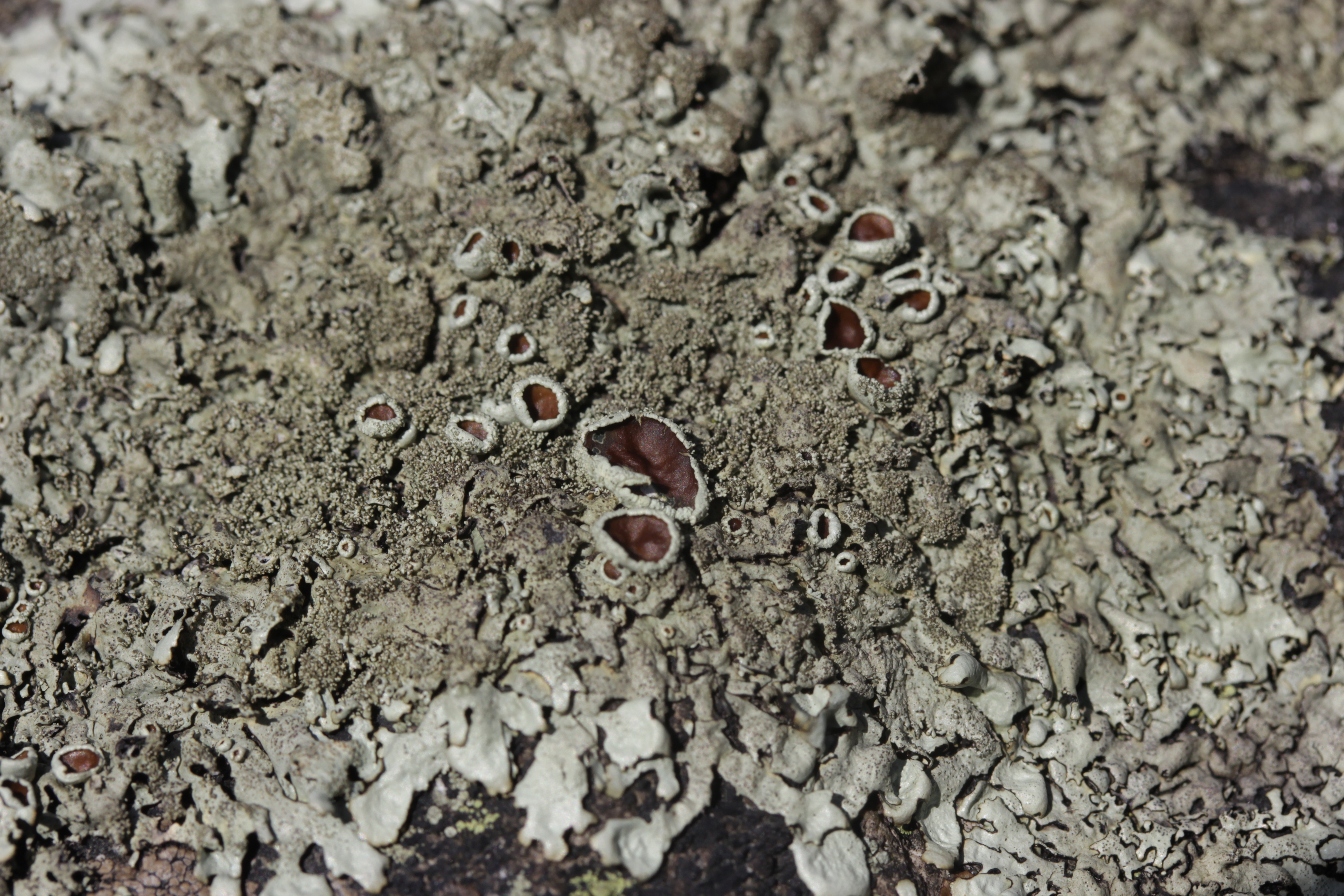
Close-up van granietschildmos.

## Associaties in Nederland en Vlaanderen
Het granietschildmos-verbond wordt in Nederland en Vlaanderen vertegenwoordigd door twee associaties.
- - granietschildmos-associatie (Xanthoparmelietum conspersae)
  - associatie van gewoon kusttakmos (Ramalinetum siliquosae)

## Fotogalerij

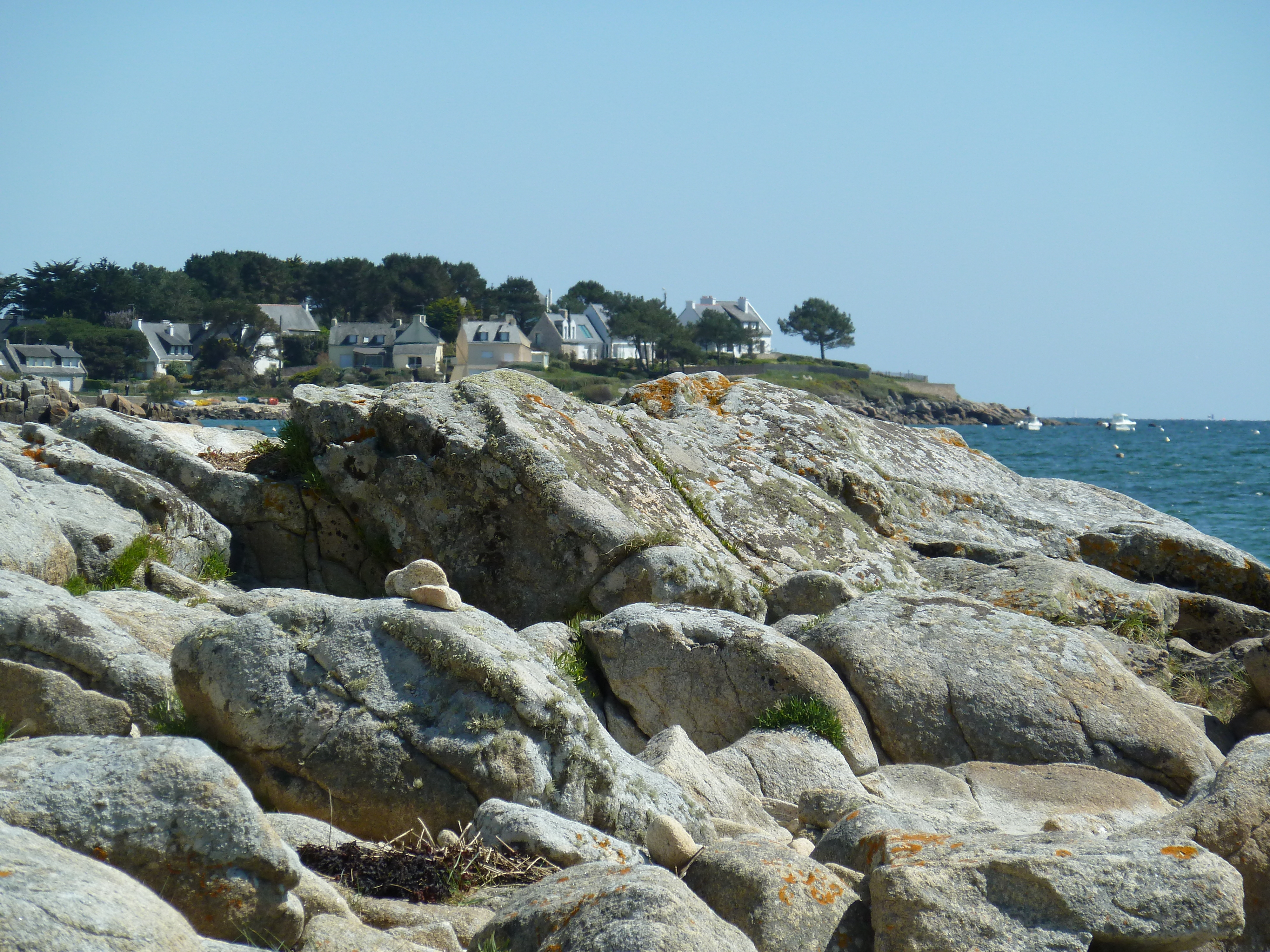
De associatie van gewoon kusttakmos op een landtong